# Centro Esportivo Morača
Centro Esportivo Morača(Montenegrino: Sportski centar Morača, Спортски центар Морача) é um esporte local situado em Podgorica, Montenegro. 
O local está localizado na parte nova da cidade de Podgorica, na margem direita do Morača Rio, depois do qual tem o seu nome. A construção do complexo desportivo começou em 1978, e várias instalações desportivas são espalhados através de um cinco hectares de área.

## Instalações
- Grande ginásio com capacidade para 6.000)[2]
- Sala de treinamento
- Sala de Desportos de combate
- Piscina
- Sauna
- Sala de Tênis de mesa
- Instalações para negócios

Instalações ao ar livre:
- Três piscinas ao ar livre
- Quadras de Tênis
- Quadras de Basquete, vôlei e handebol

O grande ginásio serve como principal arena indoor de Podgorica. Ele é mais conhecido como casa do time do Budućnost de basquete, vôlei e handebol as equipes.
Em 2005 recebeu seis jogos da fase preliminar do EuroBasket de 2005. Para esta ocasião, o local passou por reformas para atender as normas impostas pela FIBA. 
Com o imenso crescimento da popularidade do polo aquático em Montenegro, duas novas piscinas ao ar livre foram adicionados para a instalação, em 2009, que recebeu a FINA Liga Mundial de Polo aquático.
Além de ser a casa do desporto local, o Centro Esportivo Morača também hospeda vários shows e Eventos.